# Кальм, Волли Эрнстович
Волли Эрнстович Кальм (эст. Volli Kalm; 10 февраля 1953, Вяндра, Пярнумаа — 23 декабря 2017, Отепя, Валгамаа) — эстонский геолог. Он был с 1 июля 2012 до смерти ректором Тартуского университета.

## Биография
В 1971 году окончил Вяндраскую среднюю школу, а в 1976 году биолого-географический факультет Тартуского государственного университета по специальности геология. В 1980—1984 он был в аспирантуре в институте геологии Академии наук Эстонской ССР. В 1984 году он получил степень кандидата геолого-минералогических наук на тему «Formation, composition and usage of glaciofluvial deposits in Estonia» (руководитель Раукас, Анто). В 1988—1989 учился в Альбертском университете.
Волли Кальм работал с 1981 года на биолого-географическом факультете Тартуского университета в институте геологии, вначале ассистентом, в 1986—1988 лектором, в 1988—1992 доцентом и с 1992 года профессором прикладной геологии.
В 1998—2003 работал проректором Тартуского университета по учёбе. В 2012 году его избрали ректором Тартуского университета. Второй раз избрали ректором Тартуского университета его в 2017 году.
Волли Кальм исследовал литологии и стратиграфии Ледниковых отложении Эстонии, минералогии глин и археологической керамики, палеогеографии оледенения Прибалтики, Скандинавии и Анд.
Волли Кальм умер внезапно после катания на лыжах в Отепя.

## Награды и звания
- Орден Белой звезды IV степени (2005)